# Нестеренко, Юлия Викторовна
Ю́лия Ви́кторовна Нестере́нко (бел. Юлія Віктараўна Несцярэнка, до замужества Борцевич; род. 15 июня 1979, Брест, Белорусская ССР) — белорусская легкоатлетка, олимпийская чемпионка в беге на 100 метров (2004). Лучшая спортсменка Беларуси по версии газеты «Спортивная панорама» (2004). Заслуженный мастер спорта Республики Беларусь (2005).

## Биография
В 2003 году окончила Брестский университет. В 2014 году Нестеренко стала лицом обложки белорусского журнала «Динамо». Одним из тренеров и наставников, которые помогали Юлии Нестеренко готовиться к Олимпийским играм 2004 года, был заслуженный тренер Республики Беларусь Владимир Никифорович Зинченко. Юлия Нестеренко постоянно советовалась с Владимиром Зинченко в процессе подготовки, приезжала к нему во время сборов, а тренер помогал ей и подсказывал, хотя он и не был личным тренером спортсменки. По приглашению Владимира Зинченко Юлия Нестеренко была некоторое время в национальной команде, однако спустя несколько месяцев вернулась домой в Брест.

## Спортивная карьера
В 2001 году в Амстердаме заняла 2 место в эстафете и 6 место в беге на 100 метров на чемпионате Европы среди молодёжи до 23 лет.
В 2004 году выиграла золотую медаль на Олимпийских играх в Афинах на 100 метровой дистанции (10,93).
В 2005 году на чемпионате мира в Хельсинки выиграла бронзу в составе сборной Беларуси в эстафете 4х100 метров.
В 2008 году на Олимпиаде в Пекине не сумела пробиться в финал забега на 100 метров, дойдя только до полуфинала.
В 2012 году из-за травмы стопы Нестеренко пропустила Олимпийские игры в Лондоне.
В 2016 году планировала выступить на Олимпийских играх в Рио-де-Жанейро.
В 2017 году Юлия завершила спортивную карьеру и перешла на тренерскую работу. В честь этого пробежала в родном Бресте "прощальную стометровку".

## Личная жизнь
Тренер и муж — Дмитрий Нестеренко. Юлия коллекционирует фигурки котов, путешествует по святым местам.

## Награды
- Орден Отечества III степени (2004)[17]